# Koukkujärvi (sjö i Finland)
Koukkujärvi är en sjö i Finland. Den ligger i kommunen Ranua i landskapet Lappland, i den norra delen av landet, 700 km norr om huvudstaden Helsingfors. Koukkujärvi ligger 162 meter över havet. Arean är 36,3 hektar och strandlinjen är 5,4 kilometer lång. Sjön  ingår i Simo älvs huvudavrinningsområde. 